# Per curiam
Na lei, a decisão per curiam (ou parecer) é uma decisão emitida por um tribunal de apelação de vários juizes, em que a decisão proferida é feita pelo tribunal (ou pelo menos, a maioria do tribunal), agindo em conjunto e por unanimidade. Em contraste com as opiniões comuns, um per curiam não lista o juiz como o indivíduo responsável pela autoria da decisão, mas a minoria discordante e concordante da decisões é assinada.
Per curiam não é o único tipo de decisão que pode refletir a opinião do tribunal. Outros tipos de decisões também podem refletir na opinião de toda a corte, como decisões unânimes, em que o parecer do tribunal se expressa com um autor listado. O termo em latim per curiam significa literalmente "pelo tribunal."